# Ингерманландская литература
Ингерманла́ндская литерату́ра — литература ингерманландцев на ингерманландском финском языке.

## О языке
Ингерманландские авторы пишут на своих родных диалектах, при этом они используют графическую систему литературного финского языка. Единой орфографической нормы ингерманландского финского языка не существует, так как расхождения обусловлены не только диалектными различиями, но и разными способами передачи палатализованных согласных и полудолгих гласных в непервых слогах. При этом палатализованные согласные могут обозначаться на письме тремя способами: [ol’] > ol, olj, ol’.
Литературной нормы у ингерманландского финского языка также нет, однако носители различных диалектов могут общаться между собой, говоря каждый на своём диалекте. При этом носители менее распространённых диалектов могут устранять в своей речи наиболее характерные черты своего диалекта, «подстраиваясь» под более распространённые диалекты или под литературный финский.

## История

### Дореволюционный период
Художественная литература ингерманландцев возникла одновременно с началом издания в Ингерманландии финноязычных газет и публикациями стихов первого ингерманландского поэта Яакко Ряйккёнена (1830—1882). Будучи известным общественным деятелем — представителем от крестьянского сословия в земстве, мировым судьей, основателем народной школы в Дибунах, он в своих стихах затрагивал самые разные стороны крестьянской жизни. В 1861 году он начал публиковать в Финляндии в газете Suometar стихотворения, посвящённые освобождению крестьян от крепостной зависимости. В стихотворении «Финляндия» он полемизировал с известным финским поэтом Августом Альквистом. Затем стихи Яакко Ряйккёнена печатались в финской газете Ilmatar, а с 1870 года – в петербургской газете Pietarin Sanomat. 
До 1917 года в петербургских финноязычных газетах и ежегодном финском «Народном календаре» регулярно публиковал свои стихи ингерманландский поэт Габриель Суни (1843—1903), его перу принадлежат «Детские представления», которые разыгрывались детьми во время праздников.
Большое литературное наследие оставил дореволюционный редактор газет ингерманландских финнов «Инкери» (Inkeri) и «Ууси Инкери» (Uusi Inkeri), поэт, журналист и просветитель Пааво Ряйккёнен (1857—1935). Им были подготовлены 35 выпусков «Народного календаря» (Kansankalenteri). Пааво Ряйккёнен является автором второго куплета гимна ингерманландских финнов «Nouse, Inkeri!», музыка и большая часть текста которого принадлежат ингерманландскому композитору Моозесу Путро. Перу Пааво Ряйккёнена принадлежит широко известная до революции среди ингерманландцев «Токсовская песня», прославлявшая Токсово. 
Большое количество публикаций на ингерманландском финском языке оставил Аапо Весикко (1872—1935), по образованию школьный учитель и кантор-органист. Он работал помощником редактора газеты «Ууси Инкери», редактором газеты «Нева» (Neva), а также редактировал выпуски «Народного календаря». Автор большого количества фельетонов, которые подписывал псевдонимом Kuomankaima. До 1925 года работал в газете Karjalan sanomat.
В начале XX века появились первые ингерманландские драматурги, выпускники Колпанской учительской семинарии — Матти Руотси, Томми Хирвонен и профессиональный журналист, писатель Антти Тииттанен (1890—1927). Матти Руотси (1875—?), школьный учитель и кантор-органист, написал любительские пьесы «В рабстве» и «В ресторане», а также ряд статей в газетах, освещая повседневную жизнь народа и проблемы общества. Антти Тииттанен (1890—1927) в предреволюционные годы работал журналистом. В период Гражданской войны в России принимал активное участие в становлении Республики Северная Ингрия, являлся членом её исполнительного органа власти — Временного комитета Северной Ингрии. Редактор, издававшейся Комитетом, газеты «Кирьясалон Саномат» (Kirjasalon Sanomat). В 1921 году в Хельсинки вышел сборник его рассказов и новелл «Моя Инкери», посвящённый дореволюционной Ингерманландии. С 1922 по 1927 год — редактор газеты «Inkeri», издаваемой обществом Инкерин Лиитто для ингерманландских беженцев в Финляндии.

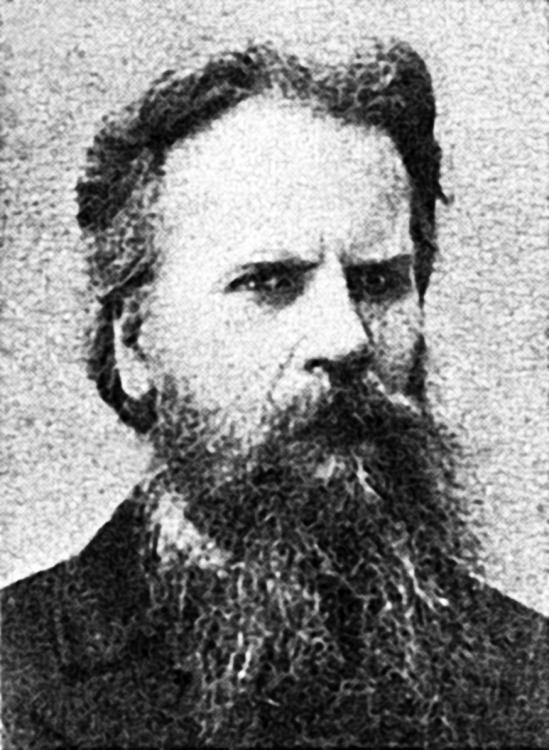
Габриель Суни
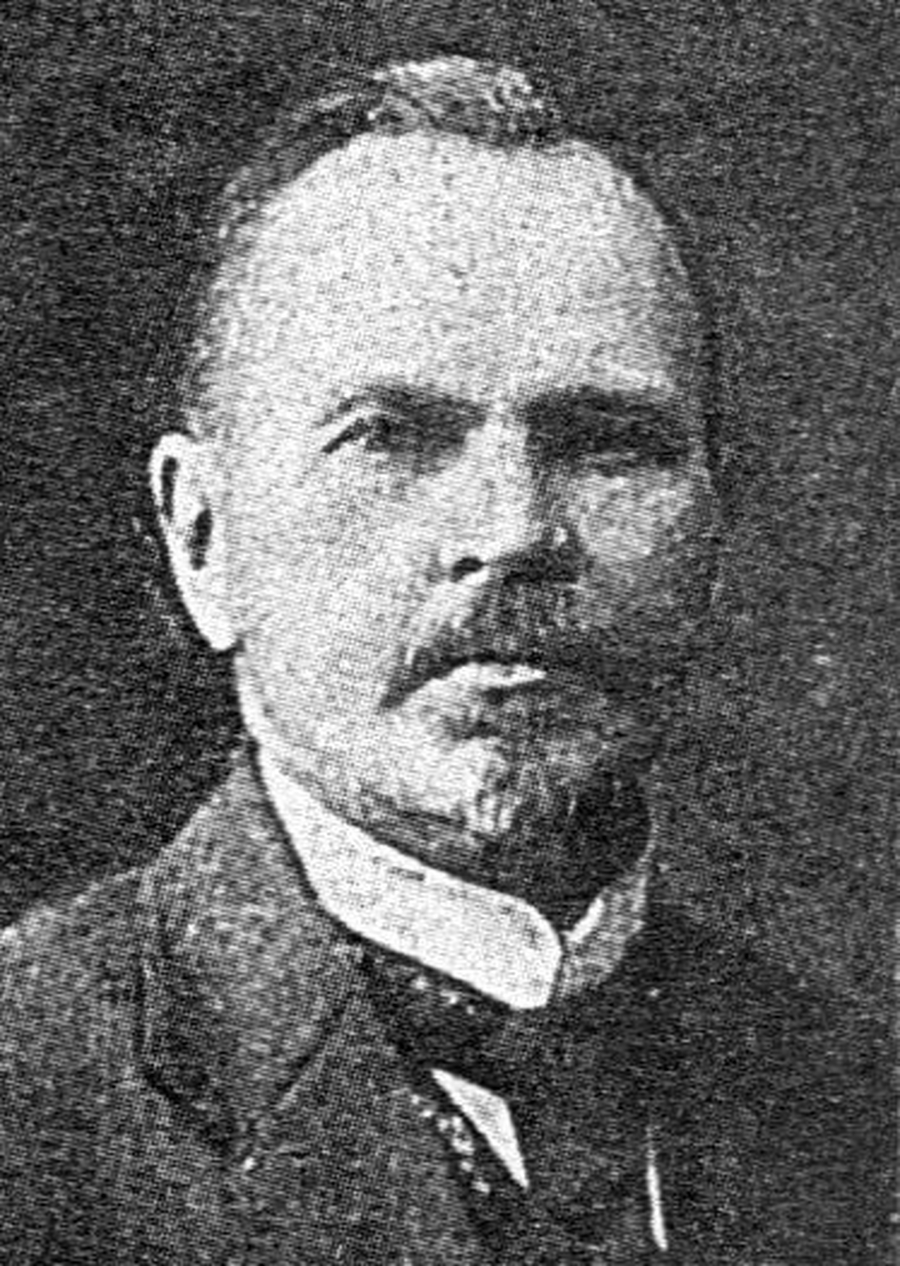
Пааво Ряйккёнен
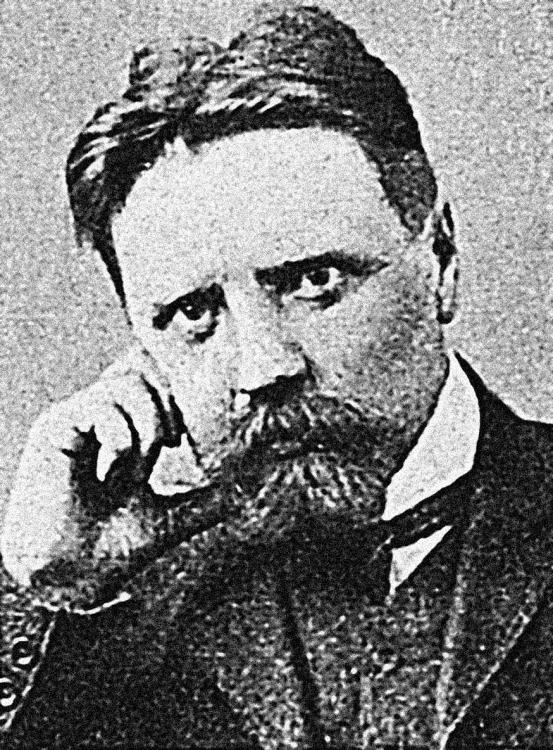
Аапо Весикко
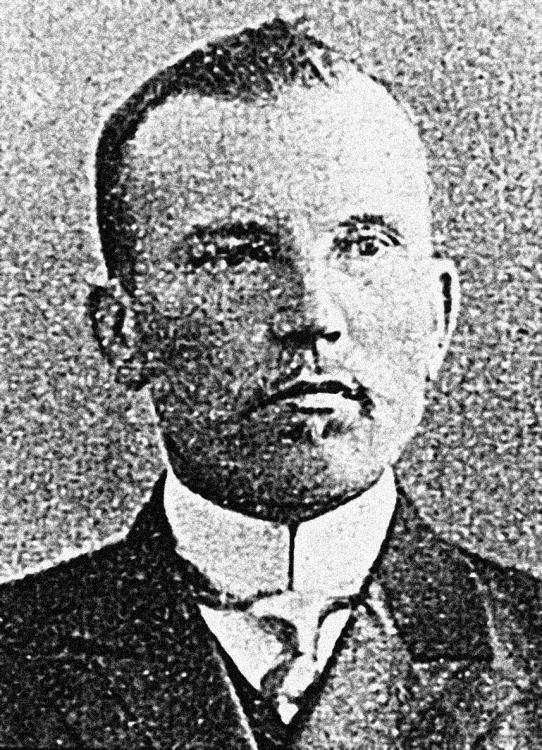
Матти Руотси
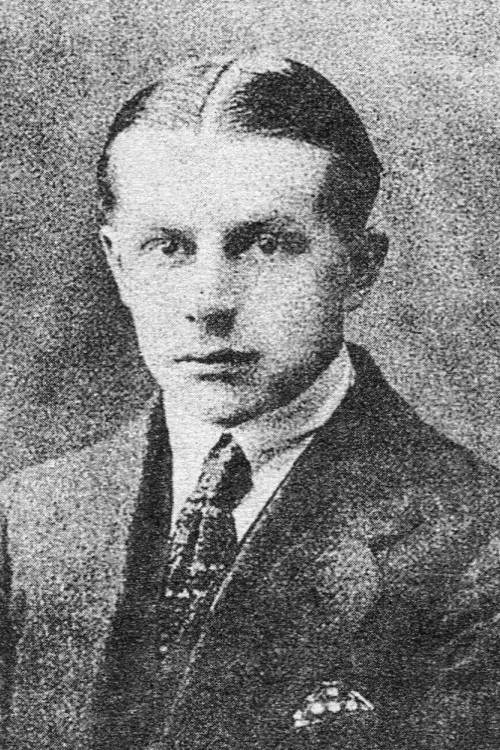
Антти Тииттанен

### Советский период
В 1920—1950-е годы в СССР наиболее известным ингерманландским литератором был Тобиас Гуттари (1907—1953), писавший стихи и прозу под псевдонимом Леа Хело. Один из основоположников карельской национальной литературы, один из организаторов Карельской ассоциации пролетарских писателей (КАПП) и Союза писателей Карелии, будучи студентом Гатчинского педагогического техникума по призыву комсомола отправился в Карелию, чтобы учить детей грамоте, работал учителем финского языка и литературы. В 1927 году в Ленинграде начал выходить литературно-художественный журнал на финском языке «Soihtu» («Факел»), в нём печатались и произведения карельских авторов. С первых номеров журнала, а также в финноязычных газетах, стали публиковаться рассказы и лирические стихи, подписанные Леа Хело. Такой псевдонимом взял себе школьный учитель Тобиас Гуттари. В 1930-е годы Тобиас Гуттари редактировал издававшийся в Ленинграде на финском языке журнал «Punakantele» («Красное кантеле»). Выпустил поэтические сборники «Молодые сердца» и «Перешагиваю». Несколько книг было адресовано детям: «Как родилась книга», «В лесах Карелии растет бумага» и другие. В 1934 году он был принят в члены Союза писателей СССР. В 1937 году из Союза писателей Карелии был исключён. Репрессий избежал. В дальнейшем работал редактором и переводчиком.
В 1920—1930-е годы публиковались стихи и проза ингерманландца Юрьё Саволайнена (1899—1937). Педагог, поэт, писатель и переводчик, член редколлегии журнала Soihtu («Факел»), являлся инструктором финских школ Ленинградского отдела просвещения. В 1927 году вышла его первая книга «Материал для клубных вечеров» — рассказы и фельетоны на ингерманландском диалекте финского языка. Работал в финской секции Ленинградской ассоциации пролетарских писателей с момента ее основания (1928), являясь одним из первых её организаторов. Его стихи, очерки и литературные заметки публиковались в финских и русских изданиях: «Punakantele», «Rintama», «Vapaus», «Резец», «Весенний поток» и других. В 1920—1930-е годы в Петрозаводске были опубликованы его повести: Uusi kulä («Новая деревня», 1929), Mustas voimat («Чёрные силы», 1931), Savea ja hietaa («Глина и песок», 1931), Rajat tasoittuvat («Грани стираются», 1933). В 1935 году в Ленинграде вышел в свет его роман Aikojen hyrskyissä («В вихре времён»).
В 1930—1940-е годы в Финляндии на литературном финском были изданы более двадцати произведений уроженца прихода Токсова Юхани Конкка. В 1958 году был опубликовал его автобиографический роман Pietarin valot («Огни Петербурга»), действие которого происходит в Северной Ингерманландии, в тексте которого его героями широко использовалась диалектная лексика; этот роман стал классикой ингерманландской литературы.
В СССР в 1950—1960-е годы ингерманландские литераторы работали в Карельской АССР, так как только там издавалась литература на финском языке. Среди них поэты Тайсто Сумманен, Пекка Пёлля, Армас Мишин, Тойво Флинк и Унелма Конкка. В 1983 году прозаик Пекка Мутанен издал повесть Poika Markkovan kylästä («Парень из деревни Марково») о единственном среди ингерманландцев Герое Советского Союза Пиетари Тикиляйнене.
В 1990-е годы в Эстонии на ингерманландском диалекте публиковались стихи поэтессы Салли Саворина.

Тобиас Гуттари
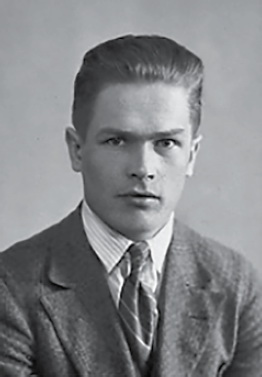
Юхани Конкка
Унелма Конкка
Тайсто Сумманен

### Современность
24—26 мая 2002 года в Гатчине состоялся первый съезд ингерманландских писателей. В нём приняли участие: Эйно Киуру, Роберт Коломайнен и Армас Мишин из Карелии, Хелена Миеттинен, Пекка Мутанен, Элла Ояла, Арво Сурво и Тойво Тупин из Финляндии, Анья Монахоф из Швеции, Салли Саворина из Эстонии и Юха Варвас из Ленинградской области.
В современной ингерманландской периодической печати — журналах Carelia (Петрозаводск), Inkeri (Тарту), газете Инкери (Санкт-Петербург), а также мемуарной литературе, встречается немало произведений на ингерманландском финском языке, однако ингерманландские диалекты постепенно выходят из употребления, так как их основные носители — пожилые ингерманландцы.

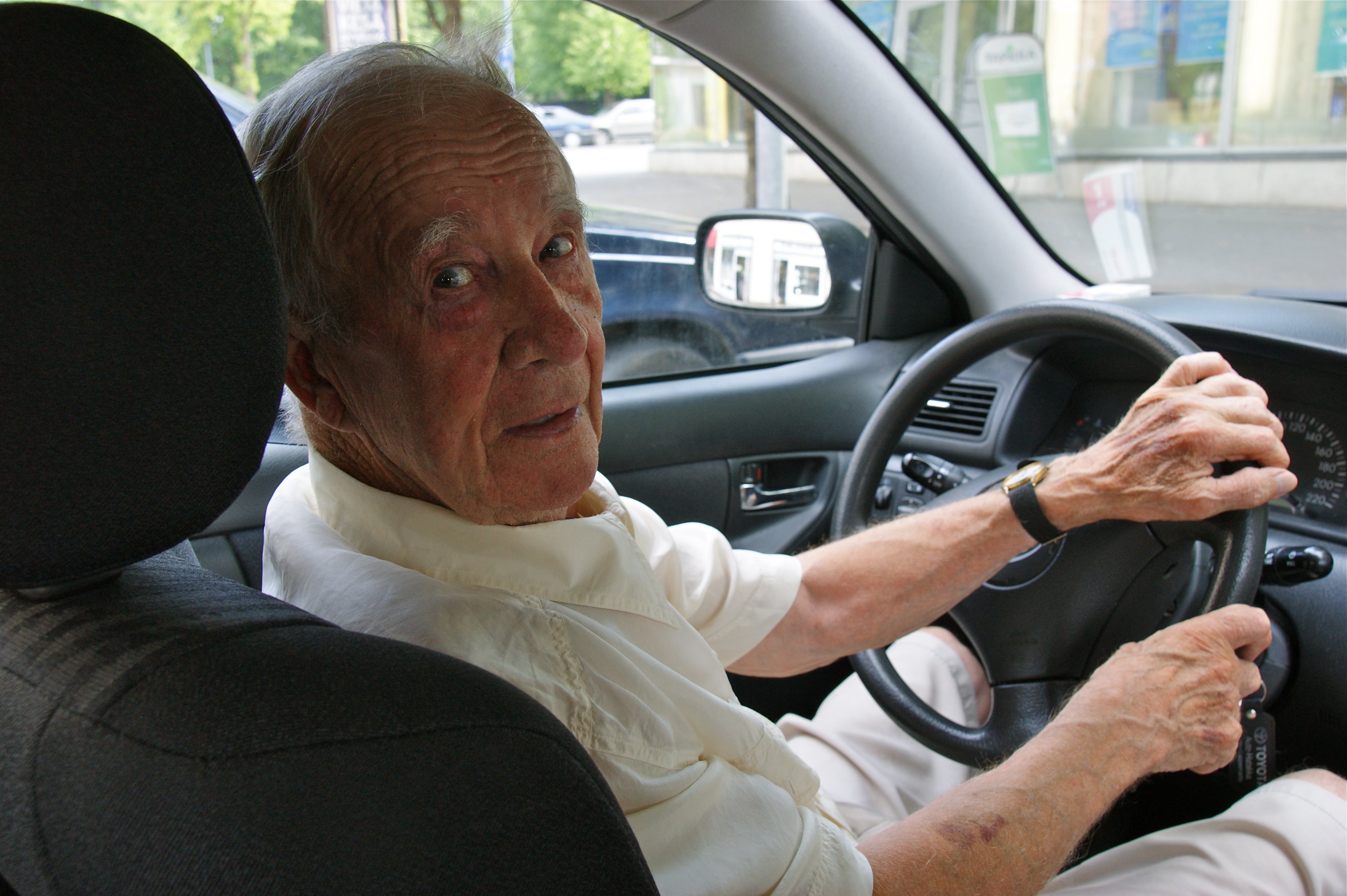
Эйно Киуру
Армас Мишин
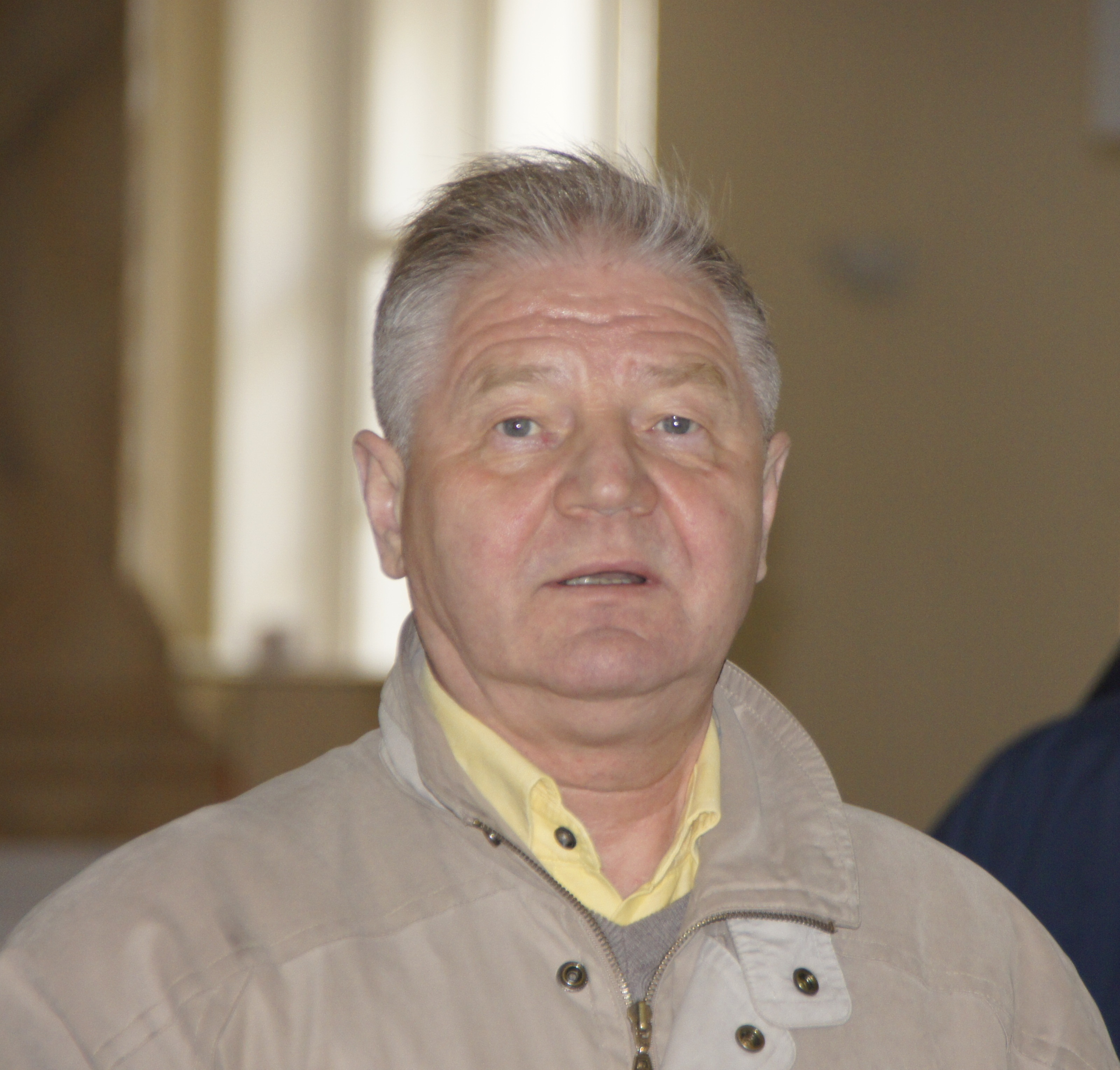
Тойво Флинк
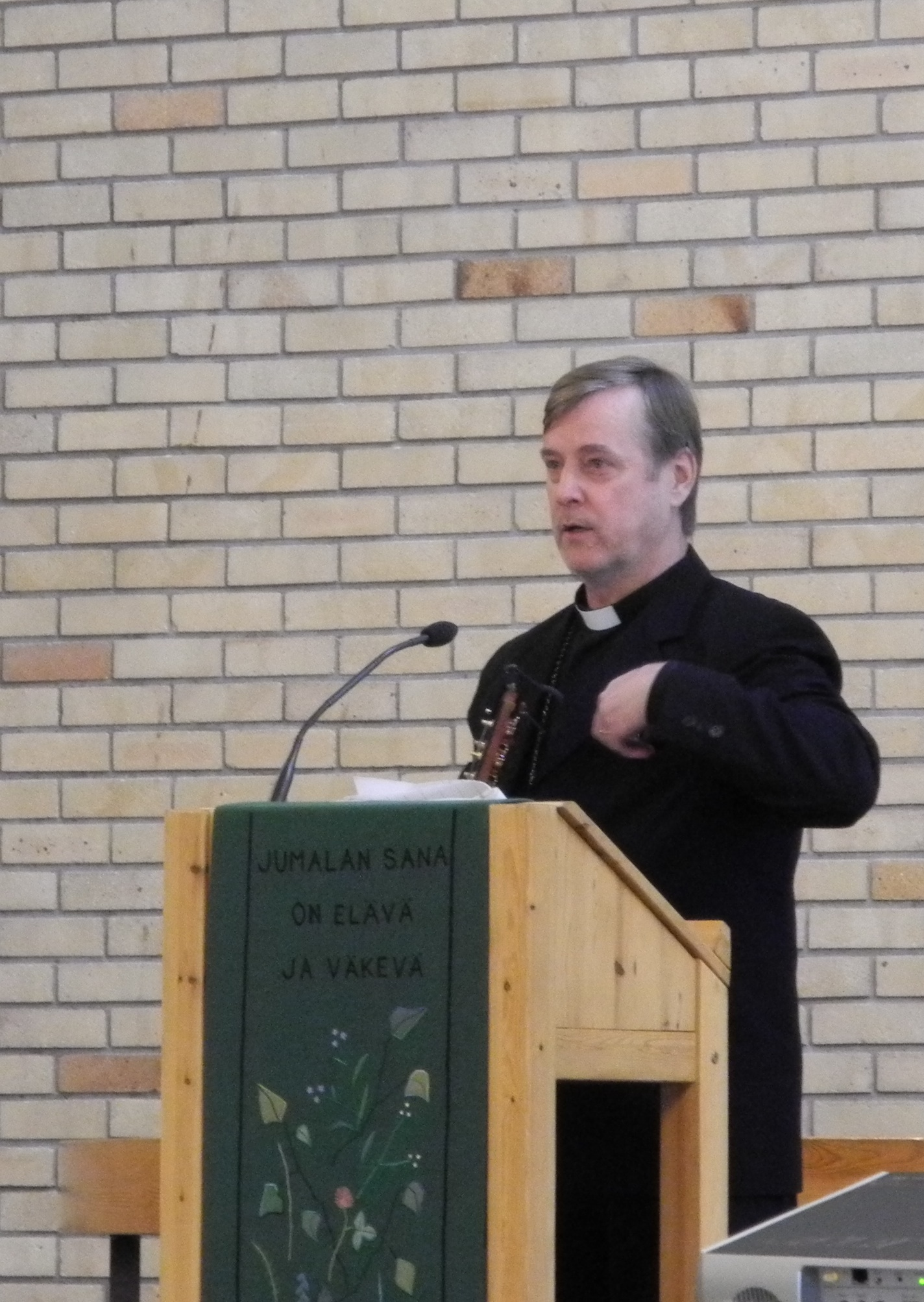
Арво Сурво